# Ganoderma ramosissimum
Ganoderma ramosissimum är en svampart som beskrevs av J.D. Zhao 1989. Ganoderma ramosissimum ingår i släktet Ganoderma och familjen Ganodermataceae.   Inga underarter finns listade i Catalogue of Life.